# Camryn Manheim
Camryn Manheim, nome d'arte di Debra Frances Manheim, (West Caldwell, 8 marzo 1961), è un'attrice statunitense.
È nota al pubblico soprattutto per il ruolo di Ellenor Frutt, imponente avvocato nella serie televisiva The Practice - Professione avvocati e per quello di Delia Banks in Ghost Whisperer - Presenze. Ha scritto una sorta di autobiografia, Wake up, I'm fat! (Sveglia, sono grassa!). Per The Practice si è aggiudicata un Golden Globe e un Premio Emmy come migliore attrice non protagonista in una serie drammatica.

## Biografia
Nata a Caldwell, nel New Jersey, cresce a Peoria, nell'Illinois. La madre, Sylvia, è un'insegnante, mentre il padre, Jerome Manheim, un professore di matematica.
Si interessa alla recitazione dopo aver preso parte alla Renaissance Fair durante il liceo, manifestazione molto popolare negli Stati Uniti, dove vengono rappresentati determinati periodi storici attraverso scene, musical o anche con l'utilizzo di parchi a tema: il tutto con l'aiuto di vestiario, indossato dagli attori, tipico del periodo storico messo in scena. L'attrice si laurea alla University of California, Santa Cruz.
Per un certo periodo lavora come interprete per i sordi negli ospedali. La sua conoscenza della lingua dei segni verrà utilizzata in un episodio della serie televisiva Law & Order - I due volti della giustizia (in cui farà parte nel cast principale solo nel 2022, dove interpreta il tenente Kate Dixon) e anche per il ruolo di una psicologa nel film Codice Mercury. Nel 1983 fa una breve apparizione nel film Coraggio... fatti ammazzare con Clint Eastwood. Nel 1998 riceve un Emmy Award per il suo lavoro nella serie The Practice - Professione avvocati.
Nel 2005 ottiene una candidatura ai Golden Globe e una agli Emmy Awards per il suo ruolo nella miniserie Elvis, e l'anno seguente entra a far parte del cast di Ghost Whisperer - Presenze accanto a Jennifer Love Hewitt, nel ruolo di Delia Banks, che mantiene fino alla cancellazione della serie, avvenuta alla fine della quinta stagione, il 18 maggio 2010.
La Manheim recita in altre serie televisive come Chicago Hope, Ally McBeal, Will & Grace, Boston Public, The L Word, Person of Interest, Hannah Montana e Harry's Law, Due uomini e 1/2. Nel 2016 entra nel cast della serie drammatica Major Crimes, spin-off di The Closer. Partecipa inoltre a diversi film, tra i quali Romy & Michelle, Happiness - Felicità, Scary Movie 3 - Una risata vi seppellirà, La tela dell'assassino, Dark Water e Il vento del perdono con Jennifer Lopez.

## Vita privata
L'attrice è apertamente lesbica e una grande attivista per i diritti delle donne e degli omosessuali. È inoltre membro della fondazione a scopi di beneficenza Bet Tzedek Legal Services - The House of Justice. Ha un figlio, Milo Jacob, nato il 6 marzo del 2001 e divenuto anch'egli un attore di successo. Suo fratello, Karl Manheim, è un professore di diritto alla Loyola Law School.

## Filmografia

### Cinema
- Coraggio... fatti ammazzare (Sudden Impact), regia di Clint Eastwood (1983) - non accreditata
- Dr. Creator - Specialista in miracoli (Creator), regia di Ivan Passer (1985) - non accreditata
- Il falò delle vanità (The Bonfire of the Vanities), regia di Brian De Palma (1990)
- Cracking Up, regia di Matt Mitler (1994)
- Morti di salute (The Road to Wellville), regia di Alan Parker (1994)
- Jeffrey, regia di Christopher Ashley (1995)
- L'eliminatore - Eraser (Eraser), regia di Chuck Russell (1996)
- Rescuing Desire, regia di Adam Rodgers (1996)
- David Searching, regia di Leslie L. Smith (1997)
- Romy & Michelle (Romy and Michele's High School Reunion), regia di David Mirkin (1997)
- You Are Here, regia di Tom Rooney (1997)
- Fool's Gold, regia di Jeffrey Janger (1998)
- Ad occhi aperti (Wide Awake), regia di M. Night Shyamalan (1998)
- Happiness - Felicità (Happiness), regia di Todd Solondz (1998)
- Codice Mercury (Mercury Rising), regia di Harold Becker (1998)
- The Tic Code, regia di Gary Winick (1999)
- Dalla parte della madre (Joe the King), regia di Frank Whaley (1999)
- East of A, regia di Amy Goldstein (2000)
- Da che pianeta vieni? (What Planet Are You From?), regia di Mike Nichols (2000)
- Scary Movie 3 - Una risata vi seppellirà (Scary Movie 3), regia di David Zucker (2003)
- Just Like Mona, regia di Joe Pantoliano (2003)
- La tela dell'assassino (Twisted), regia di Philip Kaufman (2004)
- Ballroom Dancing (Marilyn Hotchkiss' Ballroom Dancing & Charm School), regia di Randall Miller (2005)
- Dark Water, regia di Walter Salles (2005)
- Il vento del perdono (An Unfinished Life), regia di Lasse Hallström (2005)
- Behind the Smile, regia di Damon Wayans (2006)
- Slipstream - Nella mente oscura di H. (Slipstream), regia di Anthony Hopkins (2007)
- Just Peck, regia di Michael A. Nickles (2009)
- Love Hurts, regia di Barra Grant (2009)
- Fort McCoy, regia di Kate Connor e Michael Worth (2011)
- Without Men, regia di Gabriele Tagliavini (2011)
- Una bugia per amore (Jewtopia), regia di Bryan Fogel (2012)
- Camilla Dickinson, regia di Cornelia Duryée (2012)
- Hotline, regia di Deva Blaisdell-Anderson e Lee Miller (2013) - cortometraggio
- Cop Car, regia di Jon Watts (2015)
- Return to Sender - Restituire al mittente (Return to Sender), regia di Fouad Mikati (2015)
- All About Nina, regia di Eva Vives (2018)
- La lista dei fanculo (The F**k It List), regia di Michael Duggan (2020)

### Televisione
- Law & Order - I due volti della giustizia (Law & Order) - serie TV, episodi 1x12-3x22-4x20 (1991-1994)
- New York Undercover - serie TV, episodio 1x12 (1994)
- ABC Afterschool Specials - serie TV, episodio 23x04 (1995)
- Deadly Whispers, regia di Bill L. Norton (1995) - film TV
- Una vita da vivere (One Life to Live) - soap opera, 2 episodi (1995)
- Chicago Hope - serie TV, episodio 2x18 (1996)
- Il tocco di un angelo (Touched by an Angel) - serie TV, episodio 3x26 (1997)
- The Practice - Professione avvocati (The Practice) - serie TV, 164 episodi (1997-2004)
- Ally McBeal - serie TV, episodio 1x20 (1998)
- Oh Baby - serie TV, episodio 1x22 (1999)
- Jackie's Back!, regia di Robert Townsend (1999) - film TV
- La storia di Loretta Claiborne (The Loretta Claiborne Story), regia di Lee Grant (2000) - film TV
- Il magico regno delle favole (The 10th Kingdom), regia di David Carson e Herbert Wise (2000) - miniserie TV
- Will & Grace - serie TV, episodio 3x07 (2000)
- A Girl Thing - Cosa pensa una donna (A Girl Thing), regia di Lee Rose (2001) - film TV
- Boston Public - serie TV, episodio 1x13 (2001)
- Gideon's Crossing - serie TV, episodio 1x17 (2001)
- Kiss My Act, regia di Duane Clark (2001) - film TV
- Jenifer, regia di Jace Alexander (2001) - film TV
- The Laramie Project, regia di Moisés Kaufman (2002) - film TV
- The System - serie TV, 9 episodi (2003)
- Squadra Med - Il coraggio delle donne (Strong Medicine) - serie TV, episodio 5x12 (2004)
- Due uomini e mezzo (Two and a Half Men) - serie TV, episodio 2x07 (2004)
- The L Word - serie TV, 4 episodi (2005)
- Elvis, regia di James Steven Sadwith (2005) - miniserie TV
- Untitled Camryn Manheim Pilot - episodio pilota scartato, regia di Andrew D. Weyman (2005)
- How I Met Your Mother - serie TV, episodio 1x07 (2005)
- Un bianco Natale a Beverly Hills (Snow Wonder), regia di Peter Werner (2005) - film TV
- Lovespring International - serie TV, episodio 1x13 (2006)
- Ghost Whisperer - Presenze (Ghost Whisperer) - serie TV, 80 episodi (2006-2010)
- Hannah Montana - serie TV, episodi 2x13-3x22 (2007)
- Jesse Stone: Thin Ice, regia di Robert Harmon (2009) - film TV
- Il patto (Pregnancy Pact), regia di Rosemary Rodriguez (2010) - film TV
- Harry's Law - serie TV, 5 episodi (2011-2012)
- 50 anni in rosa (The Hot Flashes), regia di Susan Seidelman - film TV (2013)
- Un amore di candidato (The Makeover), regia di John Gray (2013) - film TV
- Criminal Minds - serie TV, episodi 9x01-9x02 (2013)
- Person of Interest - serie TV, 9 episodi (2013-2015)
- Extant - serie TV, 10 episodi (2014)
- The Adventures of Mr. Clown - serie web, 4 episodi (2015)
- Impress Me - serie TV, episodio 1x06 (2015)
- Hand of God - serie TV, episodi 1x08-1x10 (2015)
- Younger - serie TV, episodi 2x08-3x02 (2016)
- Code Black - serie TV, episodio 2x02 (2016)
- Masters of Sex - serie TV, episodio 4x07 (2016)
- Major Crimes - serie TV, episodi 5x14; 5x17; 5x20 (2017)
- An American Girl Story: Summer Camp, Friends for Life, regia di Alison McDonald (2017) - film TV
- Waco, di Drew Dowdle e John Erick Dowdle (2018) - miniserie TV
- Living Biblically - serie TV, 13 episodi (2018)
- The Magicians - serie TV, 4 episodi (2019)
- Stumptown – serie TV, 11 episodi (2019-2020)
- Dolly Parton: Le corde del cuore (Dolly Parton: Heartstrings) - serie TV, episodio 1x05 (2019)
- Cambio di direzione (Big Shot) - serie TV, 1 episodio (2021)
- Law & Order - I due volti della giustizia (Law & Order) - serie TV, 45 episodi  (2022-2024)

### Doppiaggio
- I Griffin (Family Guy) - serie TV, episodio 2x15 (2000)
- Dilbert - serie TV, episodio 2x15 (2000)
- Higglytown Heroes - 4 piccoli eroi (Higglytown Heroes) - serie TV, episodio 1x02 (2004)
- Alla ricerca della Valle Incantata 11 - L'invasione dei minisauri, regia di Charles Grosvenor (2005)
- Alla ricerca della Valle Incantata 12 - Il giorno dei rettili volanti, regia di Charles Grosvenor (2006)
- Dottoressa Peluche (Doc McStuffins) - serie TV, episodi 1x09; 4x23 (2012-2017)
- The Doc Files - serie TV, episodio 1x09 (2013)

## Doppiatrici italiane
Nelle versioni in italiano dei suoi lavori, Camryn Manheim è stata doppiata da:
- Francesca Guadagno in Ghost Whisperer - Presenze, Return to Sender - Restituire al mittente, Major Crimes, Living Biblically, Stumptown
- Cinzia De Carolis in Law & Order - I due volti della giustizia, Law & Order - Unità vittime speciali, Law & Order - Organized Crime
- Silvia Pepitoni in The Practice - Professione avvocati, Harry's Law
- Valeria Perilli in Un bianco Natale a Beverly Hills, Code Black
- Monica Pariante in Slipstream - Nella mente oscura di H., Un amore di candidato
- Alessandra Cassioli in The L Word, Utopia
- Anna Rita Pasanisi in Due uomini e mezzo, Criminal Minds
- Anna Cesareni in Boston Public
- Lorenza Biella in Morti di salute
- Carmen Onorati in Happiness - Felicità
- Antonella Giannini in Scary Movie 3
- Tenerezza Fattore ne La tela dell'assassino
- Ida Sansone ne Il vento del perdono
- Roberta Gasparetti in Elvis
- Loredana Nicosia in How I Met Your Mother
- Aurora Cancian in Person of Interest
- Barbara Castracane in Extant
- Beatrice Margiotti in Hand of God
- Stefania Romagnoli in Dolly Parton: Le corde del cuore
- Micaela Incitti in La lista dei fan**lo

Da doppiatrice è stata sostituita da:
- Dania Cericola in Alla ricerca della valle incantata 11 - L'invasione dei minsauri, Alla ricerca della Valle Incantata 12 - Il giorno dei rettili volanti